# Balatonföldvár
Balatonföldvár je mesto na Madžarskem, ki upravno spada v podregijo Balatonföldvári Šomodske županije.